# Darius Twin
A Darius Twin 1991-es horizontálisan mozgó shoot ’em up videójáték, melyet a Taito Corporation fejlesztett és jelentetett meg. A játék 1991 márciusában jelent meg Japánban, 1991 novemberében Észak-Amerikában és 1993 áprilisában Európában, kizárólag Super Nintendo Entertainment Systemre.
A játék emulált verzióban a Virtual Console szolgáltatáson keresztül Wiire, illetve a Darius Cozmic Collection gyűjtemény részeként Nintendo Switchre és PlayStation 4-re is megjelent.

## Játékmenet

Képernyőkép a játékból

Ugyan a Darius Twin hasonló a játéktermi Darius-játékokhoz, azonban játékmenete, azon belül is elsősorban a játékos űrhajójának fejlesztései kissé eltérnek azoktól. A játékosok fegyver- és erőpajzs-fejlesztéseket nyerhetnek ki a szemből és hátulról is érkezhető kockaalakú ellenségekből, azonban az életvesztések esetén minden fegyver a legutóbbi megnyitott változatának első szintjén marad. Az első és a második játékos nem ugyanazokon az életeken osztoznak, az összes élet elvesztése esetén nincs lehetőség a játék folytatására.
A játékban öt színkódolt hajófejlesztési osztály van. A rózsaszín a főfegyvert, míg a zöld a másodlagos fegyvereket fejleszti, a kék az erőpajzsot tölti újra vagy fejleszti, a narancssárga egy extra életet ad, míg a citromsárga a képernyőn található összes ellenséget elpusztítja. A játék két bizonyos pontján egy piros fejlesztést is fel lehet venni, amely a főfegyver lövéstípusát váltja a Dariusban és a Darius II-ben látottak között.

## Fogadtatás
| Összegzőoldal | Értékelés  |
| ------------- | ---------- |
| GameRankings  | (SNES) 59% |

| Szerző         | Értékelés     |
| -------------- | ------------- |
| AllGame        | (SNES)        |
| CVG            | (SNES) 88%    |
| EGM            | (SNES) 26/40  |
| Famicú         | (SNES) 27/40  |
| IGN            | (Wii) 5,5/10  |
| Nintendo Life  | (Wii)         |
| Nintendo Power | (SNES) 3,3/10 |

A Darius Twin a GameRankings kritikaösszegző weboldal adatai szerint megosztott kritikai fogadtatásban részesült.

## Fordítás
- Ez a szócikk részben vagy egészben  a   Darius Twin című angol Wikipédia-szócikk ezen változatának fordításán alapul.  Az eredeti cikk szerkesztőit annak laptörténete sorolja fel. Ez a jelzés csupán a megfogalmazás eredetét és a szerzői jogokat jelzi, nem szolgál a cikkben szereplő információk forrásmegjelöléseként.